# Риц-Нойендорф
Риц-Нойендорф (нем. Rietz-Neuendorf, луж. Nowa Wjas pśi rěce)  — коммуна в Германии, в земле Бранденбург.
Входит в состав района Одер-Шпре.  Занимает площадь 183,07 км².
Коммуна подразделяется на 14 сельских округов.

## Население
| Год  | Население |
| ---- | --------- |
| 1990 | 4 529     |
| 1995 | 4 515     |
| 2000 | 4 576     |
| 2005 | 4 482     |
| 2010 | 4 232     |
| 2015 | 4 124     |
| 2020 | 4 108     |

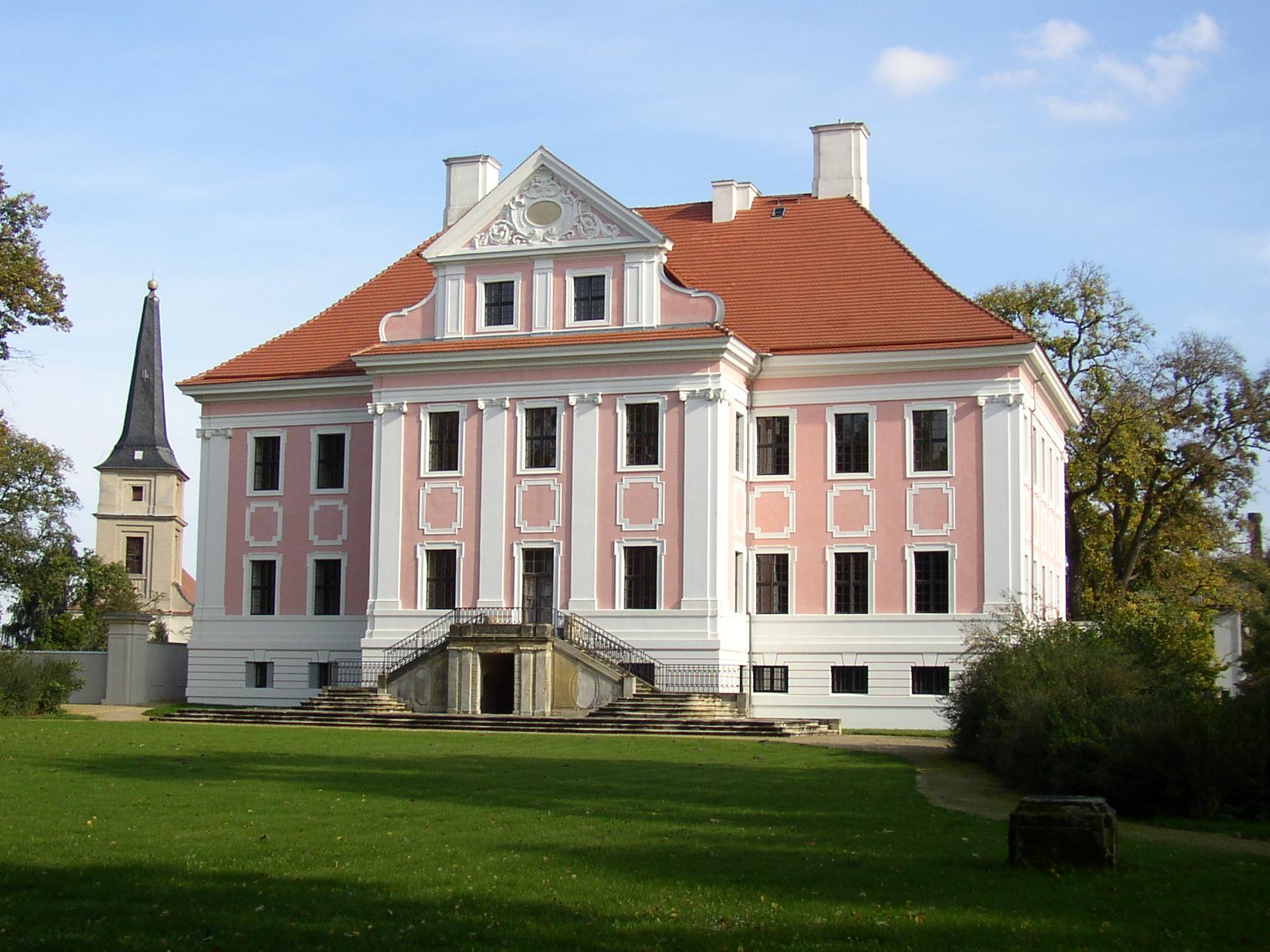
Kirche und Schloss in Groß Rietz
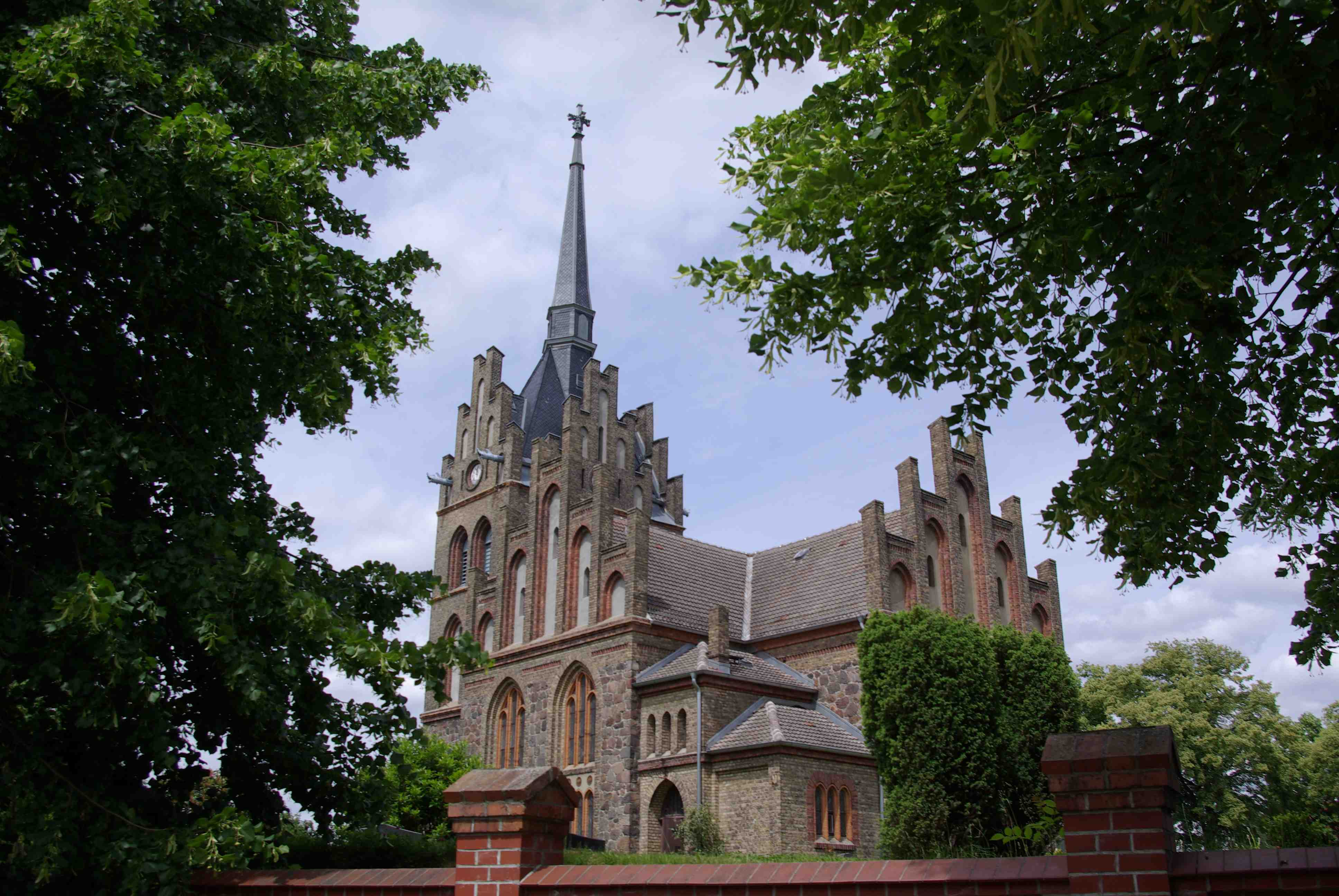
Kirche in Herzberg